# Domenico Ghirlandaio
Domenico Bigordi, detto il Ghirlandaio (Firenze, 2 giugno 1448 – Firenze, 11 gennaio 1494), è stato un pittore italiano.
Operò soprattutto nella città natale, divenendo tra i protagonisti del Rinascimento all'epoca di Lorenzo il Magnifico. Verso il 1480 in particolare divenne di fatto il ritrattista ufficiale dell'alta società fiorentina, grazie al suo stile preciso, piacevole e veloce. Capo di una nutrita ed efficiente bottega, in cui mosse i primi passi nel campo dell'arte anche il tredicenne Michelangelo Buonarroti, il Ghirlandaio è ricordato soprattutto per i grandi cicli affrescati, quali alcune scene della Cappella Sistina a Roma, la Cappella Sassetti e la Cappella Tornabuoni nella sua città natale. Domenico fece parte della cosiddetta "terza generazione" del Rinascimento fiorentino, assieme a maestri quali Verrocchio, i fratelli del Pollaiolo (Antonio e Piero) e il giovane Sandro Botticelli.
I suoi fratelli David e Benedetto furono pure valenti pittori attivi nella sua bottega, così come il cognato Sebastiano Mainardi da San Gimignano. Anche il figlio Ridolfo fu un importante pittore, attivo nella Firenze tardo-rinascimentale.

## Biografia

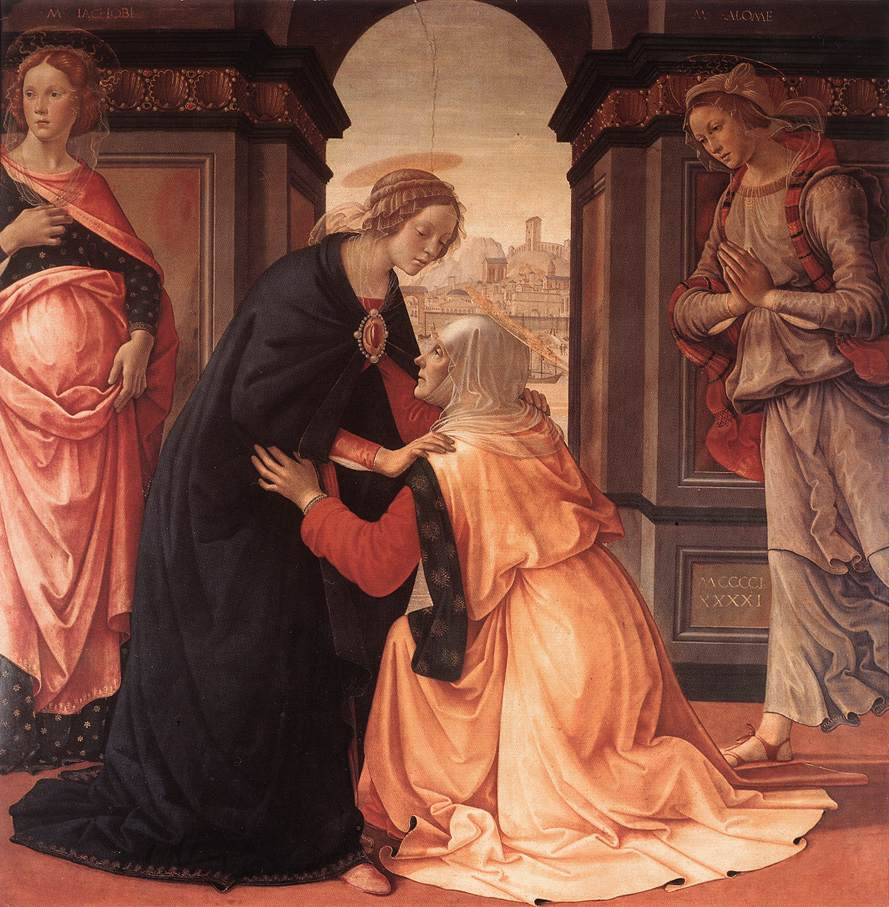
La Visitazione, Louvre

### Origini
La principale fonte sulla vita di Ghirlandaio è la biografia che di lui scrisse Giorgio Vasari nelle Vite. Sebbene redatta circa settant'anni dopo la morte del pittore, essa è ritenuta accurata e completa (anche se soggetta a giudizi un po' troppo elogiativi).. A questa si è aggiunto un libro di ricordanze familiari redatte dal nipote Alessandro, rinvenuto nell'Archivio segreto vaticano e pubblicato nel 2017 (su cui è stata ad esempio rinvenuta la data di nascita esatta dell'artista). 
Il padre, Tommaso di Currado Bigordi, era proprietario di alcuni possedimenti a Broncigliano, presso San Martino alla Palma, oggi frazione del comune di Scandicci. I Ghirlandaio sono stati proprietari per tre generazioni, dal 1480 circa al 1560 circa, di un grande podere a Colle Ramole vicino alla Certosa di Firenze, che è stato oggetto di un attento e minuzioso restauro, terminato nel 2017, per trasformarlo in una lussuosa attività ricettiva con il nome di Dimora Ghirlandaio (Impruneta) e dove si può ammirare una cappella consacrata, affrescata da Ridolfo, figlio di Domenico.
Domenico nacque primo di cinque figli dall'orafo Tommaso di Currado Bigordi, gioielliere con bottega in via dell'Ariento (cioè via "dell'Argento", dal nome dei numerosi orefici), a cui è attribuito il fortunato soprannome "Ghirlandajo". Egli infatti, secondo la testimonianza vasariana, ebbe successo cesellando ghirlande d'argento da portare in testa come ornamento delle acconciature per le giovani damigelle fiorentine. In alcuni documenti catastali tuttavia il mestiere segnato è quello di commerciante o sensale. In realtà, attingendo sempre al libro di ricordi familiari, la sua bottega era specializzata in ghirlande in materiali effimeri come medagliette, penne e piume, di basso costo e di notevole successo, dopo che le leggi suntuarie del Trecento avevano vietato quelle in metalli preziosi. 
Sua madre invece si chiamava Antonia.

### Formazione
Domenico fu dapprima apprendista orafo nella bottega del padre. Vasari riporta come egli si dedicasse controvoglia alla professione del padre, preferendo piuttosto passare il tempo ritraendo i passanti. Alla fine il padre dovette rinunciare al progetto di destinare al primogenito il seguito nell'attività familiare, concedendogli di dedicarsi all'apprendimento delle tecniche artistiche, in particolare la pittura e il mosaico, mettendolo a bottega da Alesso Baldovinetti, notizia confermata nel XVI secolo anche dalle memorie di Francesco Baldovinetti, discendente del pittore che scrisse nel Cinquecento. Il Baldovinetti è un artista rivalutato nell'ultimo cinquantennio di studi storico-artistici, quale raffinato interprete del retaggio fiorentino e delle influenze fiamminghe (Rogier van der Weyden e soprattutto, in quella stagione, Hans Memling e Hugo van der Goes), capace di valorizzare il paesaggio, dandogli quella dignità da protagonista della rappresentazione, piuttosto che semplice sfondo.
Per lungo tempo si è pensato che Domenico si fosse avvicinato alla bottega del Verrocchio, una delle più attive della città, dove si andava formando una nuova generazione di artisti, con apprendisti come Sandro Botticelli, Perugino, Lorenzo di Credi e, qualche anno dopo, Leonardo da Vinci. Tuttavia, le carte di archivio hanno invece riportato come l'artista si formò alla bottega di un orafo, Bartolomeo di Stefano. Inoltre dovettero avere una certa influenza nel suo stile in via di formazione l'esempio di Benozzo Gozzoli, dal vivace gusto narrativo, e di Filippo Lippi, con la predilezione per il disegno e il colore morbido.

### I primi lavori

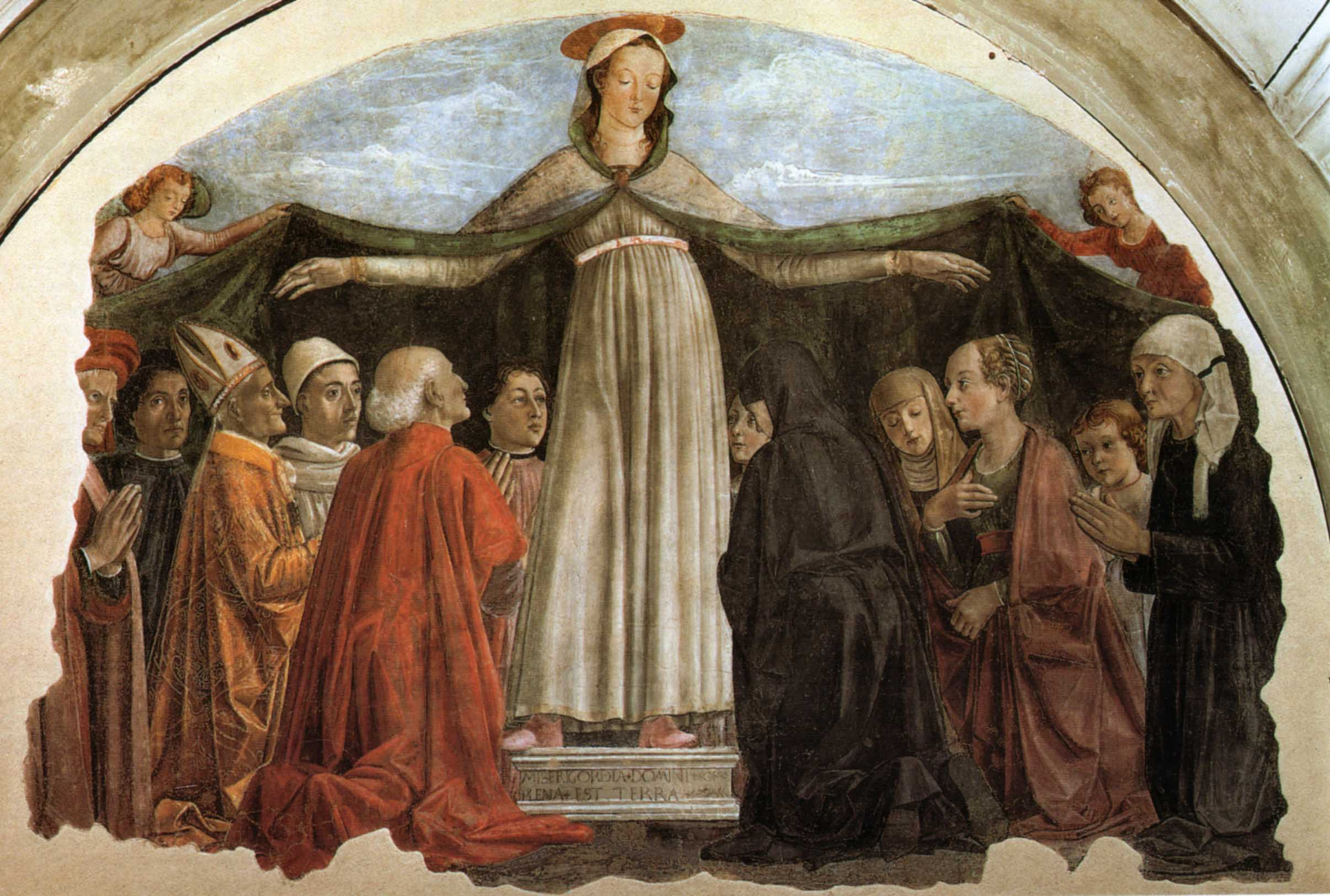
Madonna della Misericordia (1473 circa)

Nel 1472 si iscrisse alla Compagnia di San Luca dei pittori, certificando il termine del suo apprendistato.
I primi lavori indipendenti di Ghirlandaio sono nelle chiese di campagna dell'entroterra fiorentino. La prima opera nota è un affresco nella pieve di Cercina (Santi Girolamo, Barbara e Antonio Abate), databile al 1471-1472 circa. Si tratta delle decorazioni della fascia mediana di una nicchia semicircolare, in cui il pittore dipinse una finta architettura con nicchie marmoree divise da pilastri poggianti su una cornice modanata sopra alcune specchiature in finto marmo. Nelle nicchie si trovano i santi Girolamo, Barbara e Antonio Abate, caratterizzati da una linea di contorno sottile e fluida e una colorazione vivace e armonica, derivata dall'esempio di Domenico Veneziano. Nel San Girolamo soprattutto balenano ricordi dell'attenzione anatomica e della forza plastica di Andrea del Castagno, sebbene l'insieme risulti morbido e con un movimento appena accennato, privo di drammaticità. Interessante è poi la ricerca illusionistica di alcuni dettagli che "escono" dalle nicchie, come i piedi sporgenti o le mani dell'uomo sotto santa Barbara, che gettano una realistica ombra sui gradini.
Subito dopo l'artista entrò nei favori della ricca famiglia dei Vespucci, alleati dei Medici, dipingendo per loro una Madonna della Misericordia e una Pietà nella loro cappella nella chiesa di Ognissanti a Firenze. La cappella, una nicchia nella navata unica, fortemente alterata dai rimaneggiamenti successivi, era stata costruita nel 1472 e gli affreschi furono dipinti in una data immediatamente successiva, entro il 1475 quando il maestro era dedito ad altre opere. Nel gruppo di personaggi protetti sotto il manto della Vergine si trova anche il giovane Amerigo Vespucci, celebre navigatore.
In queste opere la personalità artistica di Domenico appare già ben definita, soprattutto riguardo alla sua vivace descrizione dei tratti fisiognomici, indagati con fedeltà, che rendono così diversi i personaggi l'uno dall'altro. A quegli stessi anni risale il Battesimo di Cristo e Madonna col Bambino in trono tra i santi Sebastiano e Giuliano, affresco nella chiesa di Sant'Andrea a Brozzi nei pressi di Firenze.

### La Cappella di Santa Fina

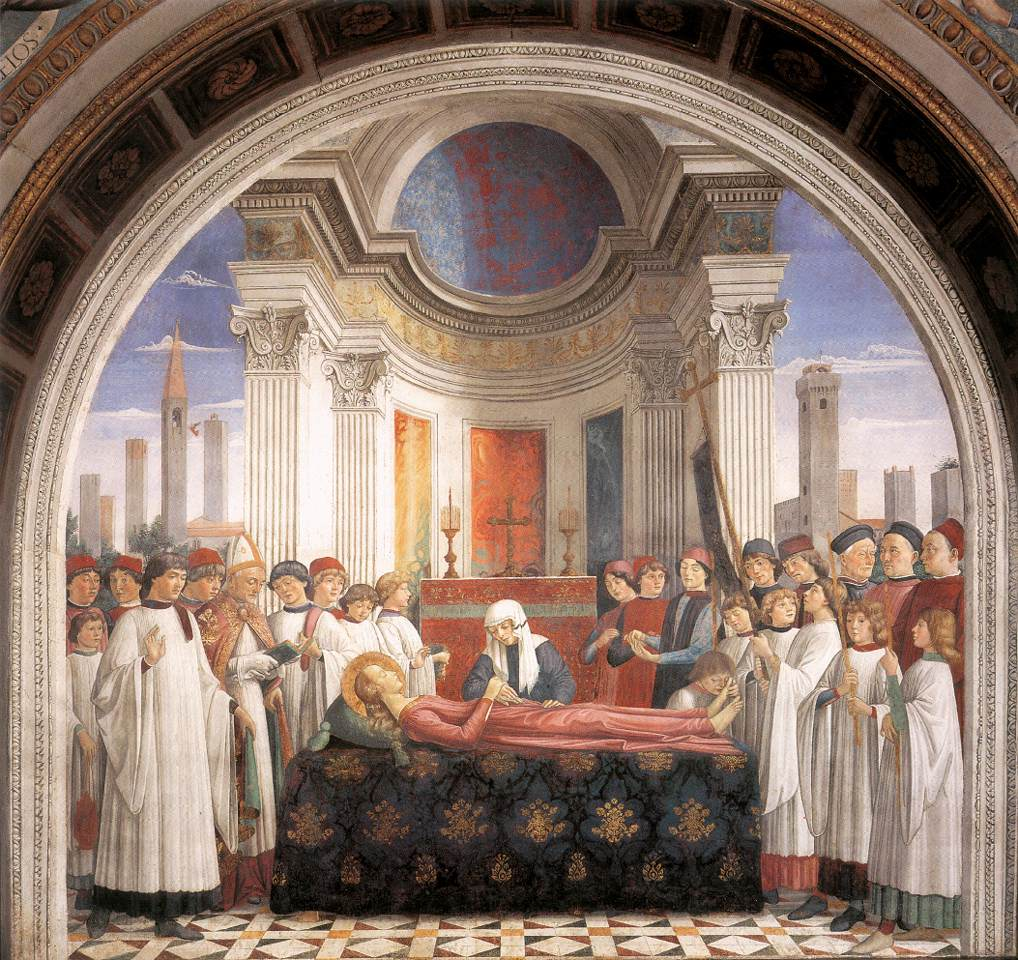
Domenico Ghirlandaio, Esequie di santa Fina (1475)

La prima sua importante commissione che ci sia nota, in cui si manifesta appieno un suo stile personale e maturo, è la decorazione ad affresco della Cappella di Santa Fina nel Duomo di San Gimignano. Si trattava della cappella commemorativa della santa locale, una paraplegica morta nel 1253, alla cui creazione furono chiamati alcuni artisti fiorentini di spicco, come Giuliano da Maiano per la parte architettonica, suo fratello Benedetto per quella scultorea e Ghirlandaio appunto per la decorazione pittorica dei due lunettoni laterali con storie della santa.
Nelle Esequie di santa Fina dispose nella scena una serie di ritratti molto umanizzati e verosimili, che saranno la sua caratteristica più apprezzata dai ricchi mecenati fiorentini, suoi successivi committenti. Per esempio nel gruppo di chierichetti di destra si notano varie sfumature psicologiche trattate con naturalezza: un ragazzo guarda la scena con interesse, mentre un altro è distratto dalla croce che tiene tra le mani e un terzo si guarda attorno fanciullescamente divertito. Sicuramente tra i cittadini presenti ci dovevano essere anche i ritratti dei committenti dell'opera. Si nota anche il limite del Ghirlandaio nel dipingere espressioni più marcatamente contrite: la commozione non è mai troppo evidente e sembra prevalere una certa serenità. Nelle storie di santa Fina si manifestò per la prima volta lo stile che fu alla base del successo del Ghirlandaio. Si tratta di uno stile chiaramente duplice: intimo, raccolto e disadorno nel caso dell'Annuncio della morte, grandioso e solenne nelle Esequie, come evidenzia la monumentale abside classicheggiante dello sfondo.

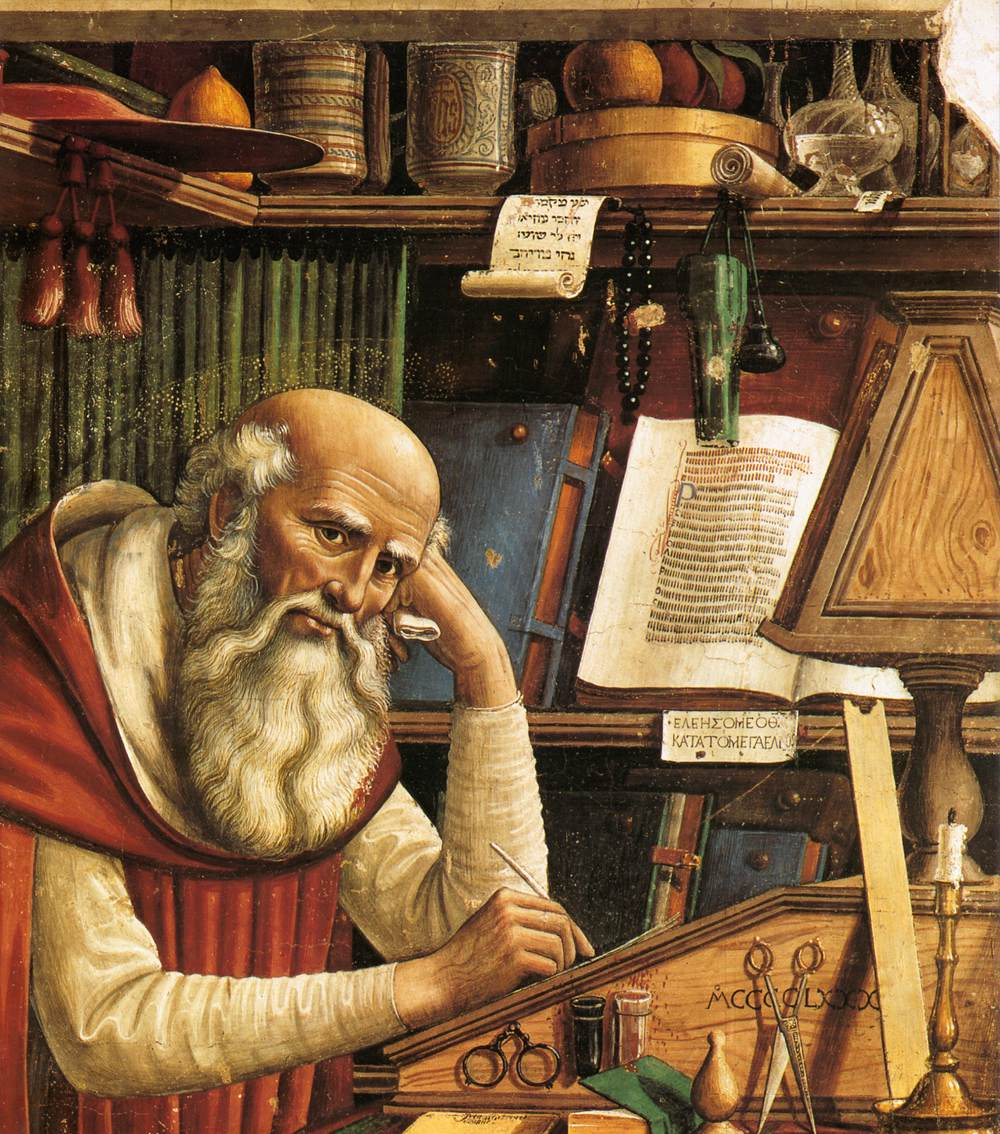
San Girolamo nello studio (dettaglio, 1480)

A San Gimignano Ghirlandaio conobbe Sebastiano Mainardi, che divenne suo collaboratore e sposò, alcuni anni dopo, la sorella di Domenico, diventandone quindi il cognato. Dopo l'impresa di Santa Fina, Ghirlandaio venne chiamato alla Badia di Passignano, dove dipinse il cenacolo (1476), che fu il primo di una serie di tre, gli altri due vennero realizzati poco dopo a Firenze.

### Primo viaggio a Roma
Nel 1475 il Ghirlandaio, col fratello David, si doveva trovare a Roma, al lavoro nella Biblioteca Vaticana, dove è documentato sebbene gli affreschi siano perduti.
Nei circoli romani venne accolto dai banchieri fiorentini lì residenti, tra cui spiccavano i Tornabuoni, in particolare Giovanni, capo della filiale locale del Banco Medici e tesoriere di Sisto IV. Per lui, nel 1477, affrescò due Storie di San Giovanni Battista e due Storie di Maria per la cappella funebre di sua moglie Francesca Pitti, deceduta di parto in quell'anno, in Santa Maria sopra Minerva. Gli affreschi sono andati perduti.
A Roma fece anche i due ritratti di Giovanna Tornabuoni, moglie di Lorenzo, figlio di Giovanni, pure prematuramente scomparsa.

### IlSan Girolamo
Tornato a Firenze, nel 1480 sposò in prime nozze Costanza di Bartolomeo Nucci, dalla quale nel 1483 ebbe il figlio Ridolfo, pure apprezzato pittore nella prima metà del Cinquecento. In tutto si sposò due volte, la seconda con Antonia di ser Paolo Paoli in data imprecisata, ed ebbe nove figli.
Venne incaricato dalla famiglia Vespucci di dipingere un San Girolamo ad affresco, che facesse pendant con il Sant'Agostino di Botticelli, in genere ritenuto opera leggermente anteriore (1480 circa). Ghirlandaio creò una figura serena e convenzionale, rendendo protagonista, più che il santo, le nature morte degli oggetti ordinatamente esposti sullo scrittoio e sulle mensole. Domenico si ispirò probabilmente a modelli nordici, come forse il San Girolamo nello studio di Jan van Eyck che si trovava forse nelle raccolte di Lorenzo il Magnifico.

### I cenacoli

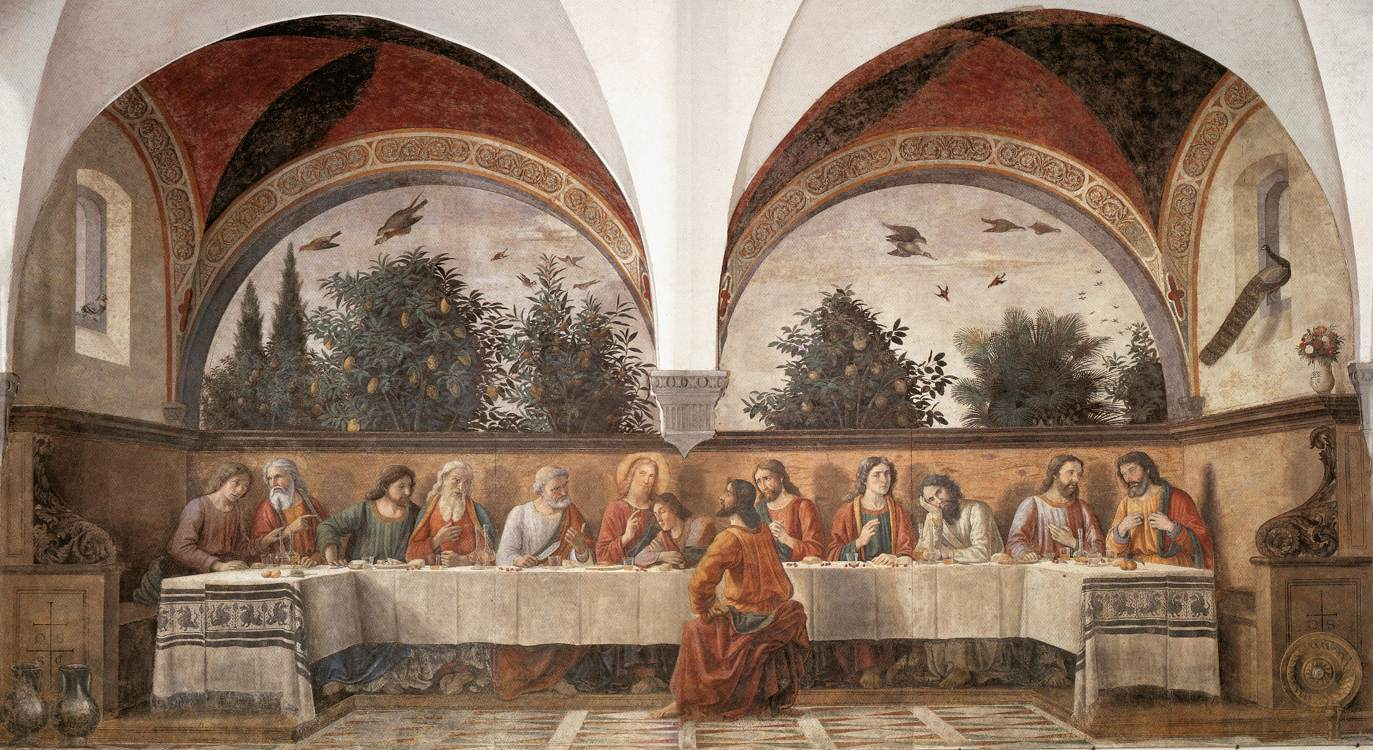
Cenacolo di Ognissanti (1480)

Tipico dei monasteri fiorentini era l'abbellimento del refettorio con un grande affresco con l'Ultima Cena. Ghirlandaio venne più volte incaricato di tali imprese nel giro di pochi anni, a partire dal già citato Cenacolo della Badia di Passignano (1476), per proseguire con il Cenacolo di Ognissanti (1480) e il Cenacolo di San Marco (1486). Se il primo è piuttosto rigido nella scatola prospettica della stanza dell'Ultima Cena, derivata dall'esempio del Cenacolo di Sant'Apollonia di Andrea del Castagno (1450 circa), nei due successivi, di impianto molto simile, la scena è ambientata in un'ariosa loggia che ricalca la forma delle aperture, con le lunette attorno agli appoggi della volta.
Negli ultimi due cenacoli gli aspetti drammatici della scena sono molto limitati, lasciando il posto a una rappresentazione misurata, serena e piacevole. Giuda, come da tradizione, è separato dal gruppo dei dodici, trovandosi seduto sul lato opposto della tavola, di spalle a chi guarda e a destra di Gesù, mentre Giovanni è addormentato appoggiato al Maestro. Spicca l'amorevole cura per il dettaglio e un accurato studio dal vero degli oggetti posti sulla tavola e nella stanza, come nelle opere dei maestri fiamminghi presenti a Firenze, che tanto lo avevano impressionato.

### La Cappella Sistina

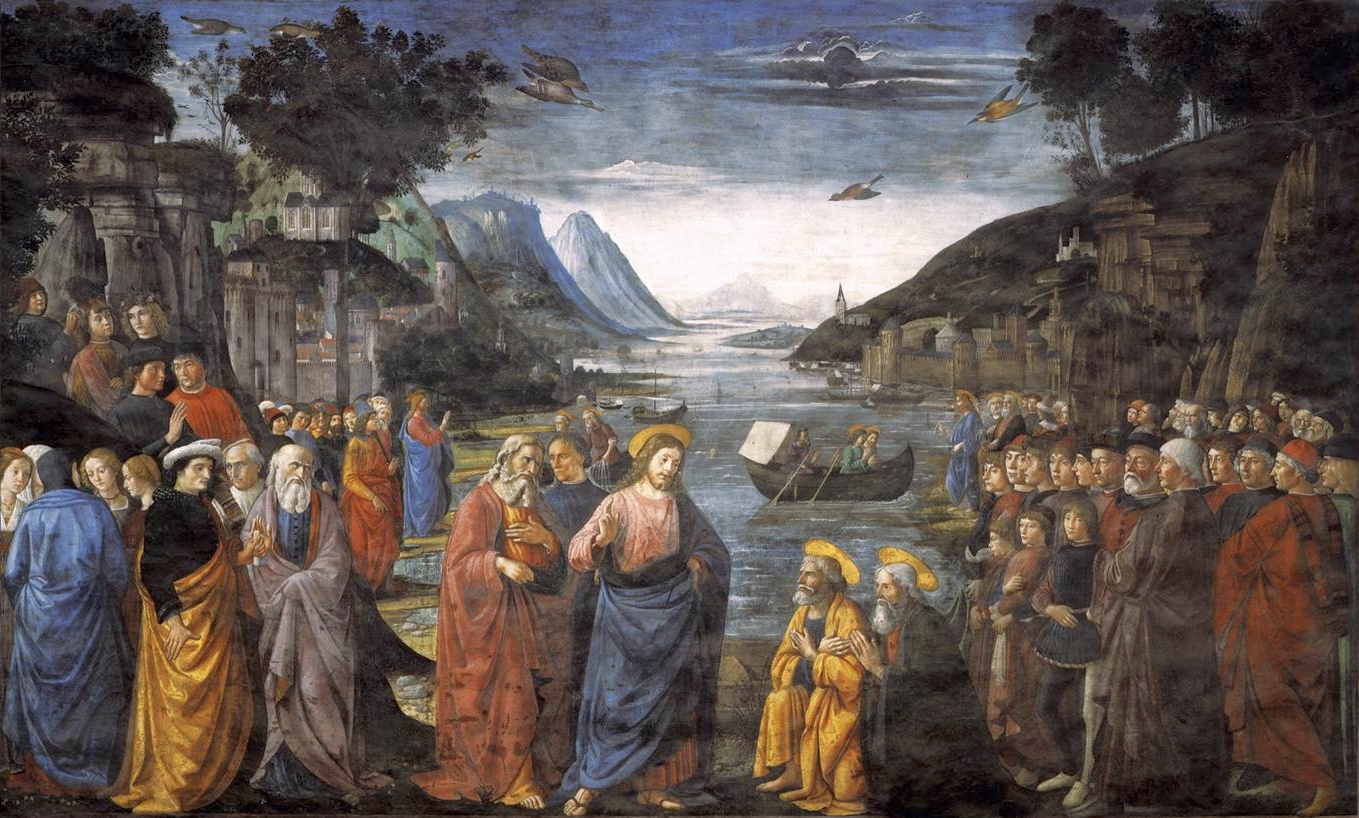
Vocazione dei primi apostoli (1481-1482)

Nel 1481, su suggerimento di Lorenzo il Magnifico, un gruppo di artisti fiorentini venne convocato a Roma da papa Sisto IV per eseguire gli affreschi del grandioso progetto della Cappella Sistina, suggellando inoltre la riconciliazione del papa con Firenze e i Medici in seguito alla Guerra dei Pazzi. Con Ghirlandaio partirono Sandro Botticelli, Cosimo Rosselli e il Perugino, ormai fiorentino d'adozione, che però, forse, si trovava già a Roma. Ciascun artista era seguito da un cospicuo numero di aiuti, tra cui artisti che si sarebbero affermati di lì a poco, come Luca Signorelli, il Pinturicchio, Filippino Lippi, Piero di Cosimo. Il tema degli affreschi era una celebrazione del papato attraverso le Storie di Mosè e le Storie di Cristo, messe in parallelo per sottolineare la continuità del messaggio divino, che dalla legge giudaica viene ripreso nella figura di Cristo e da questi trasmessa a Pietro e quindi ai pontefici suoi successori. L'impresa, per quanto riguarda il primo gruppo di pittori, venne portata a termine rapidamente, nel 1482.
A Ghirlandaio vennero affidati due affreschi, la Vocazione dei primi apostoli e la Resurrezione, quest'ultima molto danneggiata già ai tempi di Vasari e in seguito ridipinta nel tardo XVI secolo. Incerta è invece l'attribuzione del Passaggio del Mar Rosso. Inoltre, è possibile che egli sia stato uno degli artisti che dipinsero la serie dei primi trenta papi sopra i riquadri delle grandi storie di Mosè e di Gesù, ma le successive ridipinture permettono solo valutazioni generali.
La Vocazione è un'opera di eccellente fattura, dove Ghirlandaio usò una solennità che in seguito non si ritrova nella sua opera. L'impostazione, le vesti e i colori di alcuni personaggi e alcuni atteggiamenti ricordano la scena del Pagamento del tributo di Masaccio nella Cappella Brancacci, opera cardine del primo Rinascimento fiorentino che anche Ghirlandaio ebbe modo di studiare, stando alla testimonianza di Vasari.
I colori sono vivi e brillanti, particolarmente efficaci nel descrivere la delicatezza delle epidermidi o nell'intonare i colori degli abiti all'ultima moda dei contemporanei.
L'abilità ritrattistica del Ghirlandaio raggiunse qui, per la prima volta, vertici di penetrante realismo, dopo le prime prove negli affreschi della Cappella di Santa Fina (1475), divenendo una delle sue caratteristiche più note e apprezzate.
Da Roma, Ghirlandaio portò con sé numerosi disegni e studi di monumenti antichi, che vennero spesso usati come repertorio per le imprese successive.

### Il rientro a Firenze

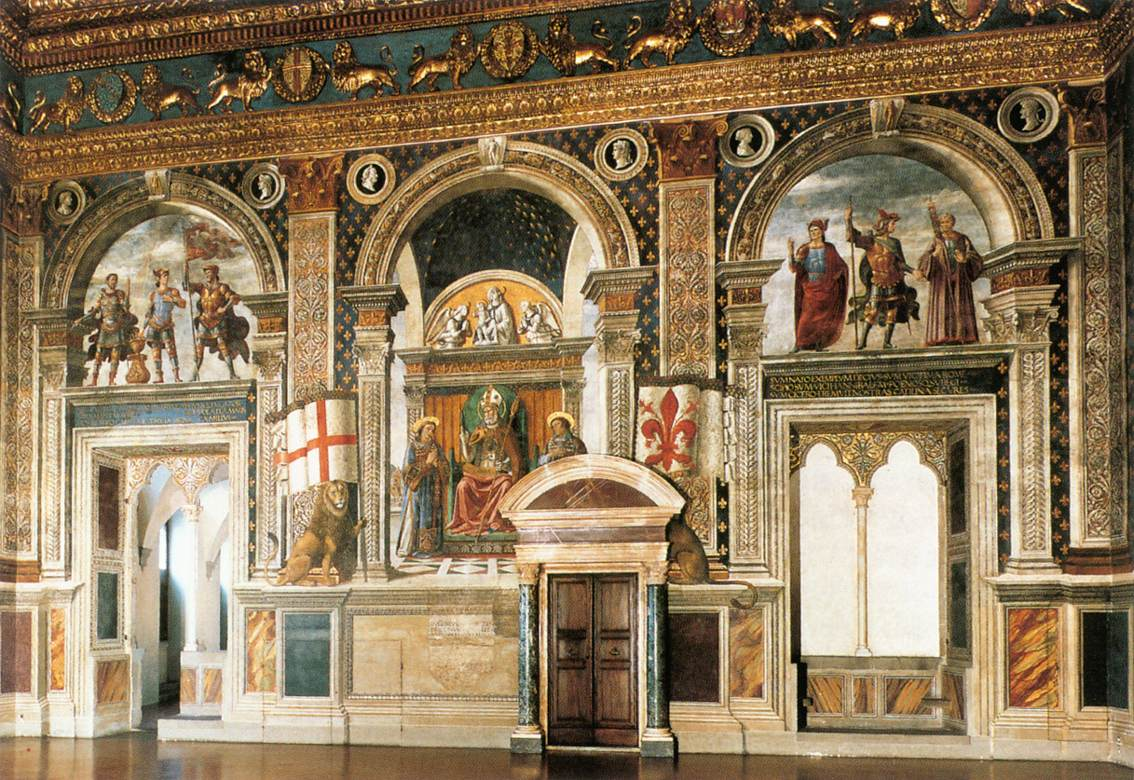
Affreschi della Sala dei Gigli di Palazzo Vecchio

Tornato in patria Ghirlandaio fu letteralmente sommerso di richieste, divenendo presto il principale artista della più ricca e colta borghesia fiorentina. Tra le prime opere commissionate dopo il rientro ci fu, secondo il Vasari, un affresco con la storia di san Paolino per Santa Croce, del quale resta forse qualche frammento dell'intelaiatura architettonica nella navata sinistra, nei pressi della tomba di Michelangelo Buonarroti.
Mentre già si apprestava a concludere il contratto per il ciclo di affreschi della Cappella Sassetti ricevette nel 1482 dalla Signoria di Firenze la commissione della decorazione, sempre ad affresco, della Sala dei Gigli in Palazzo Vecchio. In un primo momento l'opera doveva essere divisa tra i maggiori artisti operanti in città, tra cui, oltre al Ghirlandaio stesso, Sandro Botticelli, Pietro Perugino e Piero del Pollaiolo, ma alla fine se ne occupò il solo Domenico. La decorazione, riservata alla parete est, comprendeva un'Apoteosi di san Zanobi e ciclo di uomini illustri, che venne però in larga parte eseguita da aiuti, per il contemporaneo impegno del maestro nella cappella di Francesco Sassetti. La scarsa fattura si rivela soprattutto nella scena centrale dell'Apoteosi, mentre le due lunette di Uomini illustri dell'antichità sprigionano un'energia che deriva certamente da una maggiore presenza della mano del maestro.

### La Villa di Spedaletto
Nel 1483 partecipò alla decorazione della villa di Spedaletto presso Volterra, il più ambizioso programma decorativo avviato da Lorenzo il Magnifico, per il quale furono chiamati i migliori artisti fiorentini dell'epoca: Filippino Lippi, Pietro Perugino, Sandro Botticelli e, appunto, Ghirlandaio, il quale affrescò il Vulcano ed i suoi assistenti che forgiano fulmini. Come è noto gli affreschi della villa andarono completamente perduti. Se si fosse conservato, l'affresco sarebbe l'unico esempio conosciuto di pittura a soggetto profano dell'artista, a parte i ritratti; inoltre Vasari ricorda come l'artista vi avesse rappresentato vari nudi, rari nella sua produzione.

### La Cappella Sassetti

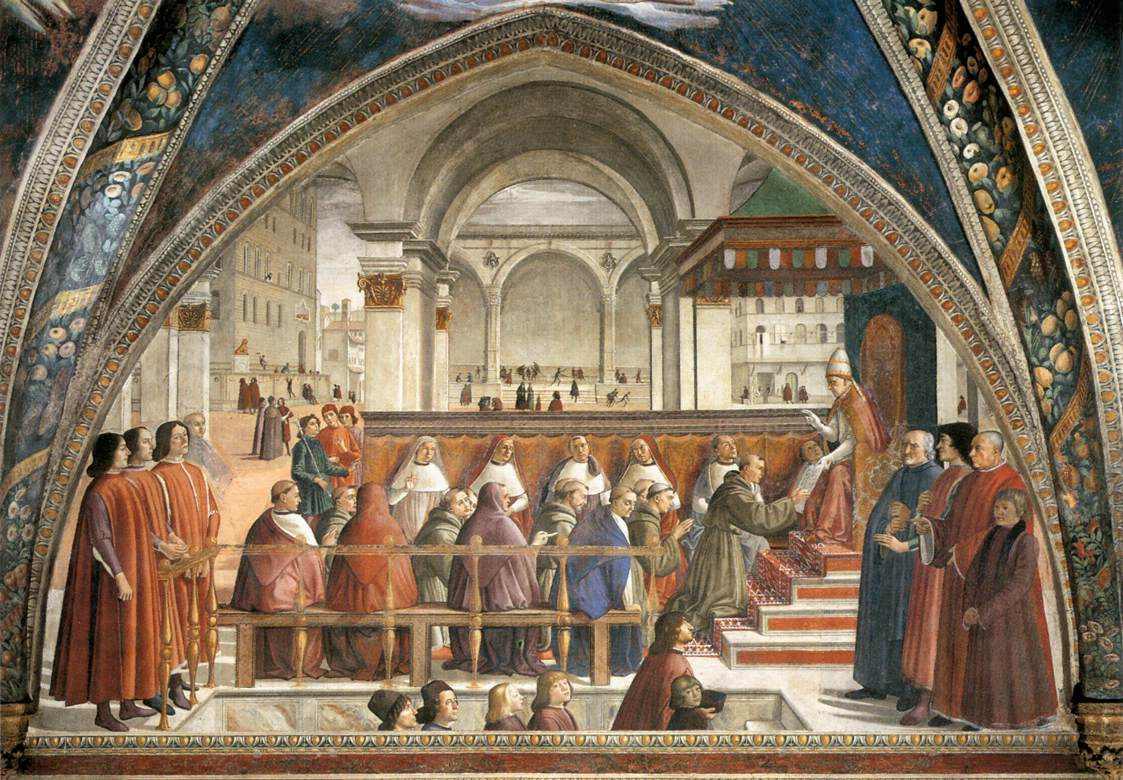
Conferma della regola francescana

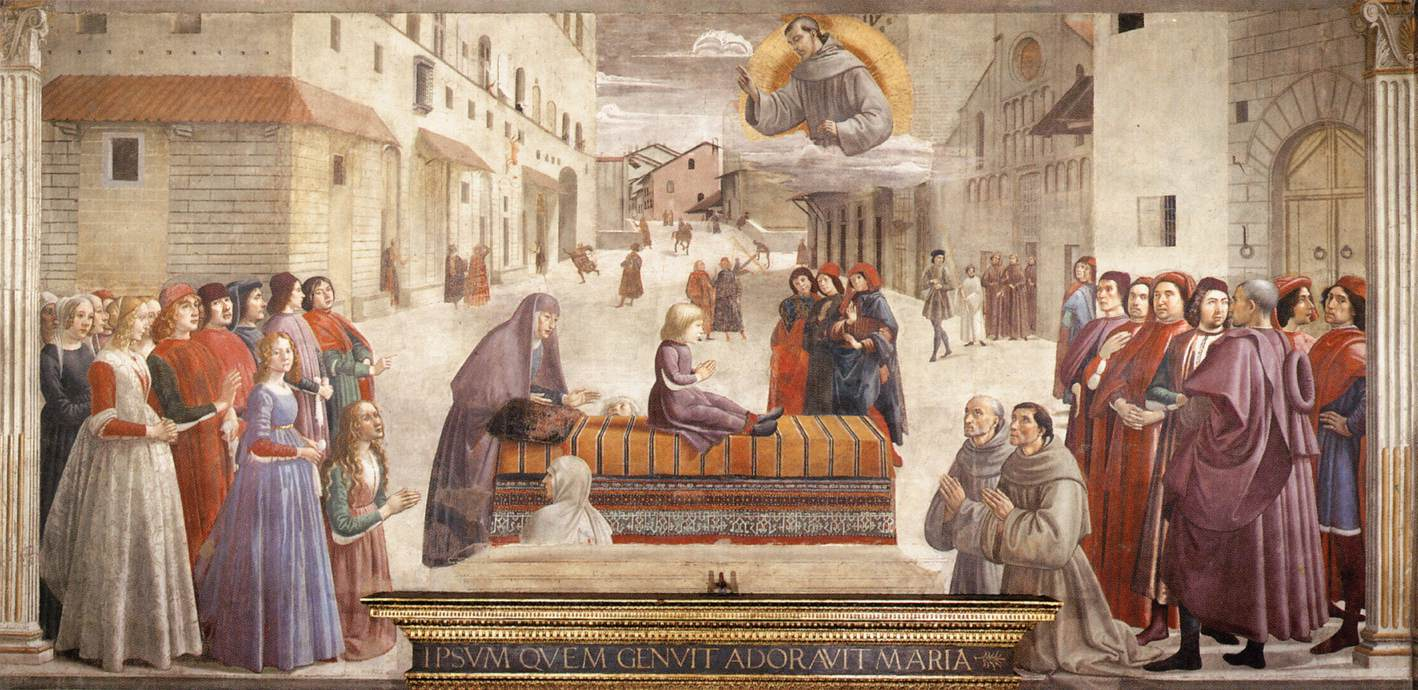
Miracolo del fanciullo resuscitato

Intraprese nella chiesa di Santa Trinita, e successivamente in Santa Maria Novella, le opere che gli confermarono la celebrità. Gli affreschi nella cappella Sassetti di Santa Trinita sono sei episodi della Vita di san Francesco, insieme ad alcuni soggetti legati alla profezia in ambito pagano della venuta di Cristo, datati 1485. I tre episodi principali sono San Francesco che riceve dal Papa Onorio III l'approvazione della Regola del suo ordine, le sue Esequie e la Resurrezione di un fanciullo di casa Spini, che era rimasto ucciso dalla caduta da una finestra, per l'intercessione del santo. Nel primo lavoro c'è un ritratto di Lorenzo de' Medici e nel terzo l'autoritratto del pittore.
La pala d'altare della cappella Sassetti, l'Adorazione dei pastori, completa il famoso ciclo di affreschi.
Il ciclo affrescato della Cappella Sassetti fa suo l'impianto compositivo della Cappella Brancacci, con le diverse scene suddivise in due piani sovrapposti e delimitate da pilastri scanalati, con un'applicazione rigorosa della prospettiva. Lo spazio, razionale e civile, mostra spesso squarci di vita quotidiana fiorentina, armonizzate con le scene sacre in primo piano. I personaggi contemporanei, ritratti con precisione nella loro dignità e raffinatezza, arrivano ad essere protagonisti del vivace racconto. Tra le varie influenze si possono cogliere le citazioni archeologiche, la minuzia nei dettagli di stampo fiammingo e la tradizione fiorentina da Giotto in poi.
La vena narrativa è ricca e feconda e, seppure sia quasi estranea al pathos concitato, privilegia l'armonia lineare, l'uso di colori luminosi, l'atmosfera serena.
Nel 1485-1488 dipinse l'Adorazione dei Magi degli Innocenti, una delle sue migliori prove su tavola.

### La Cappella Tornabuoni

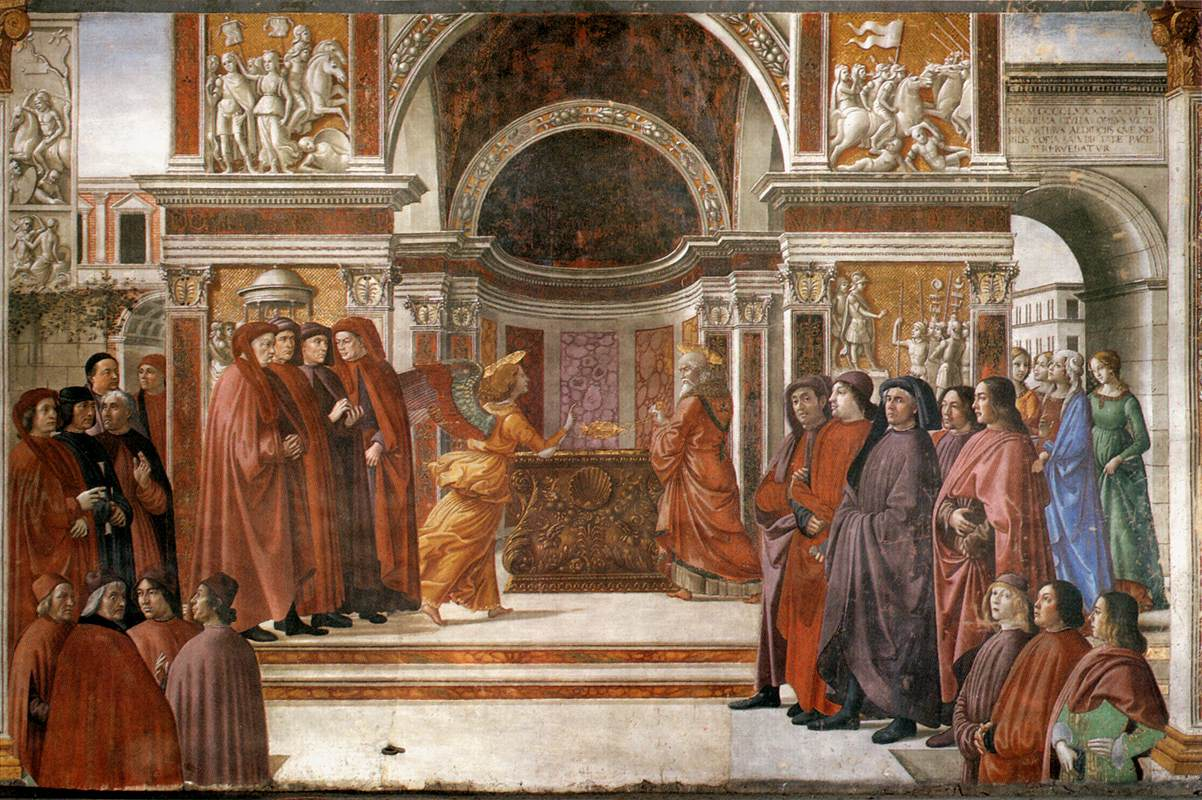
Cappella Tornabuoni, Apparizione dell'angelo a Zaccaria.

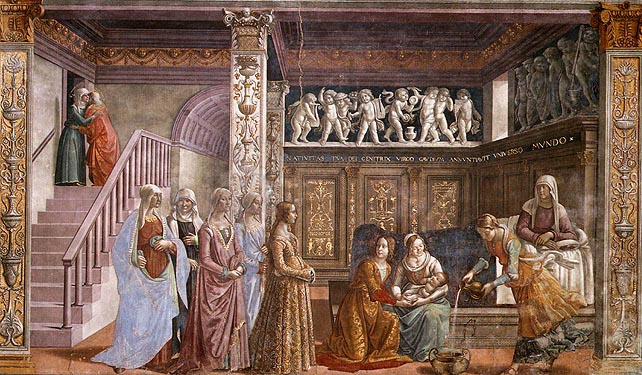
Cappella Tornabuoni, Nascita della Vergine.

Immediatamente dopo aver terminato quest'opera, al Ghirlandaio venne chiesto di rinnovare gli affreschi nel coro di Santa Maria Novella, la cosiddetta Cappella Tornabuoni, dal nome del ricco committente Giovanni Tornabuoni. La cappella presentava già affreschi di Andrea Orcagna e apparteneva alla famiglia Ricci, ma essi, ormai in condizioni finanziarie non più floride, affidarono al Tornabuoni il prestigioso onere del restauro, pur con qualche condizione. Gli affreschi, ai quali contribuirono vari assistenti, vennero eseguiti nel tempo di quattro anni, come previsto dal contratto, e sono disposti in quattro fasce lungo tre pareti, con soggetto le scene della Vita di Maria e di san Giovanni Battista. Queste opere, oltre per i pregi artistici, sono particolarmente interessanti per i numerosi ritratti, di intrinseco valore storico (per la conoscenza iconografica dei personaggi) oltre che di valore tecnico (per la particolare capacità del Ghirlandaio nel ritratto).
Esistono almeno ventuno ritratti di membri della famiglia Tornabuoni/Tornaquinci: nell'Angelo che appare a Zaccaria, troviamo quelli di Poliziano, Marsilio Ficino ed altri; nella Cacciata di Gioacchino dal Tempio sono stati ritratti Mainardi e Baldovinetti (o forse l'ultima figura è il padre del Ghirlandaio). Il racconto evangelico appare così trasposto in ambiente vicino e familiare per i fruitori degli affreschi, in cui il committente e la sua cerchia sono glorificati nelle proprie virtù morali e religiose, con una certa ostentazione che è testimonianza di fede e di moralità ufficiale. Il "popolo grasso" presente tra i santi rassicura così il "popolo minuto" sul fatto che chi li governa è pio e virtuoso, sottolineando come il potere della classe dominante non sia frutto del solo potere economico, ma anche della grazia divina.
La pala d'altare, ora rimossa dalla cappella, fu probabilmente completata dopo la morte dell'artista dai fratelli di Domenico, Davide e Benedetto, pittori non all'altezza del fratello. La vetrata è stata eseguita su disegno di Domenico.
Come in altre opere di Ghirlandaio, a partire dalle Storie di santa Fina, l'artista alternò un doppio registro, tipico del suo stile: solenne e pomposo per le scene di gruppo, intimo e raccolto per quelle di interni. Tutto sommato il risultato finale fu discontinuo: le scene più basse, curate direttamente dal maestro, più vicine allo spettatore, hanno ritratti meravigliosi, composizioni equilibrate e magnifici dettagli; le scene superiori, invece, sono più statiche, mostrano movimenti impacciati, una composizione sommaria e disparità nella resa delle figure, che fanno pensare a un massiccio intervento della bottega; questa discontinuità influì negativamente, in un certo senso, presso la critica circa il valore da dare all'opera del Ghirlandaio, che alcuni non esitarono a ridimensionare come un importante "ritrattista" e niente più (presupponendo una gerarchia implicita tra i vari soggetti della pittura), mentre solo nella seconda metà del Novecento è stato rivalutato. La minore cura dei dettagli nelle scene superiori è comunque bilanciata da maggiori aperture paesistiche e un registro più sciolto e veloce, con alcune figure appena tracciate che riprendono lo stile della pittura compendiaria romana.

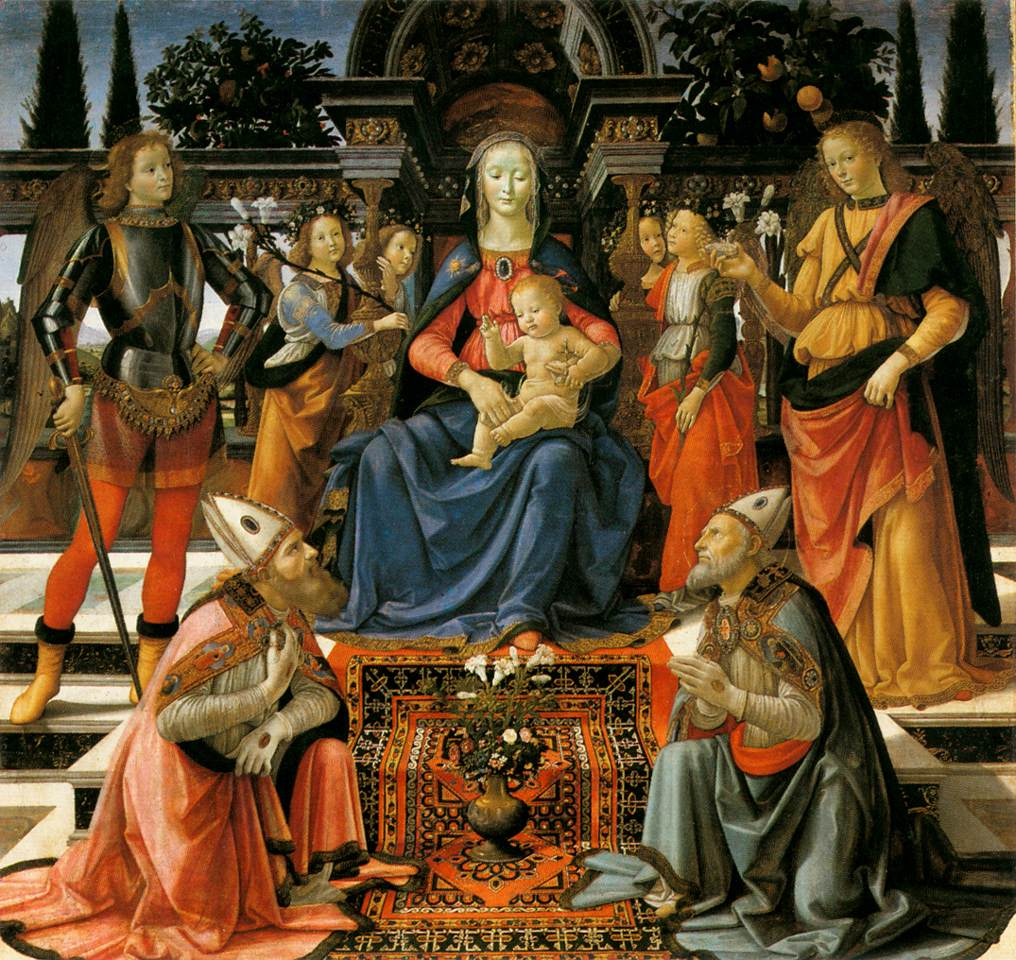
Sacra conversazione degli Ingesuati (1484-1486)

### Le pale d'altare
Nel 1490 un agente del duca di Milano Ludovico il Moro visitò Firenze per sondare l'ambiente artistico locale alla ricerca di un maestro a cui affidare la prestigiosa commissione per la pala d'altare per la Certosa di Pavia, che andò poi a Filippino Lippi e, dopo la sua prematura scomparsa, a Pietro Perugino. L'agente scrisse anche su Ghirlandaio, che venne definito: "Maestro sulle tavole di legno e ancor più bravo sulle pareti. Le sue opere hanno una buona aria. Egli è un uomo di esperienza a cui vengono commissionati numerosi lavori".
Mentre Ghirlandaio lavorava ai grandi cicli affrescati che lo resero famoso, lui e la sua bottega erano contemporaneamente impegnati nella produzione di pale d'altare. Si tratta di dipinti su tavola, in cui l'artista utilizzò sempre la tecnica della tempera senza avventurarsi nella nuova tecnica a olio, nonostante il suo interesse per l'arte fiamminga. Tra i lavori di maggiore impegno e in massima parte autografi, figurano una serie di tavole per gli altari maggiori di chiese fiorentine: la Sacra conversazione di Monticelli (1483), la Sacra conversazione degli Ingesuati (1484-1486) e l'Adorazione dei Magi degli Innocenti (1488). Destinati alla fruizione privata sono invece i ritratti e i dipinti come l'Adorazione dei Magi Tornabuoni. Opere infine prodotte in bottega e poi inviate fuori Firenze sono l'Incoronazione della Vergine di Narni e l'Incoronazione della Vergine di Città di Castello.
Nella sua produzione su tavola si conferma le capacità dell'artista nella stesura dei colori, nella creazione di composizioni bilanciate e piacevoli, nella descrizione analitica dei dettagli. Sono opere che non evadono i confini degli schemi tradizionali, sebbene aggiornate alle ultime novità.

### I mosaici
(Giorgio Vasari, Vita di Domenico Ghirlandaio pittore fiorentino, 1568.)

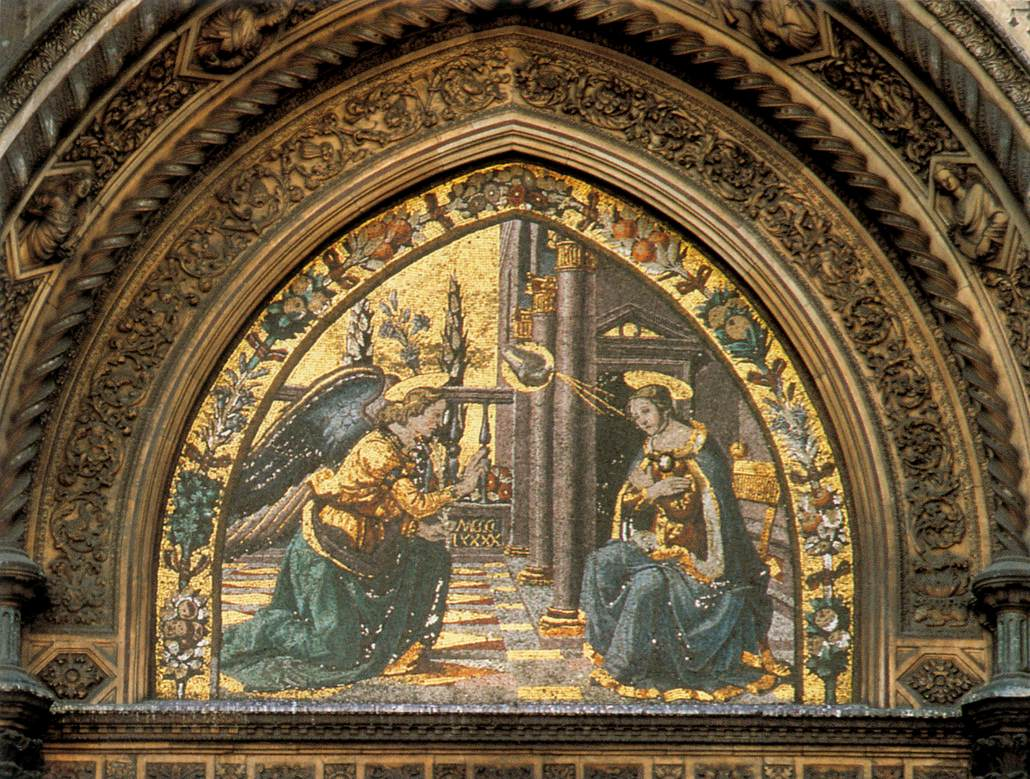
Mosaico dell'Annunciazione nella porta della Mandorla

Vasari, nella sua attenta biografia di Ghirlandaio, poco parlò della sua attività su tavola, lodando invece le sue qualità di mosaicista, che aveva assimilato nell'apprendistato presso Alesso Baldovinetti. Le opere di Ghirlandaio mosaicista si limitano al solo caso dell'Annunciazione sulla lunetta della Porta della Mandorla nel Duomo di Firenze, la cui esecuzione materiale è da alcuni critici attribuita però al fratello David.
Altri mosaici vennero avviati a Siena, ma interrotti dalla prematura morte.

### La morte
L'11 gennaio 1494, a quarantacinque anni, il pittore morì per "febbri pestilenziali", contratte mentre stava preparando dei lavori per Siena e per Pisa. Venne sepolto in una delle arche del cimitero di Santa Maria Novella, nel terzo avello lungo la parete destra della chiesa, partendo dalla facciata, e sotto l'arco una volta era dipinto il suo ritratto al naturale.

## Considerazioni generali

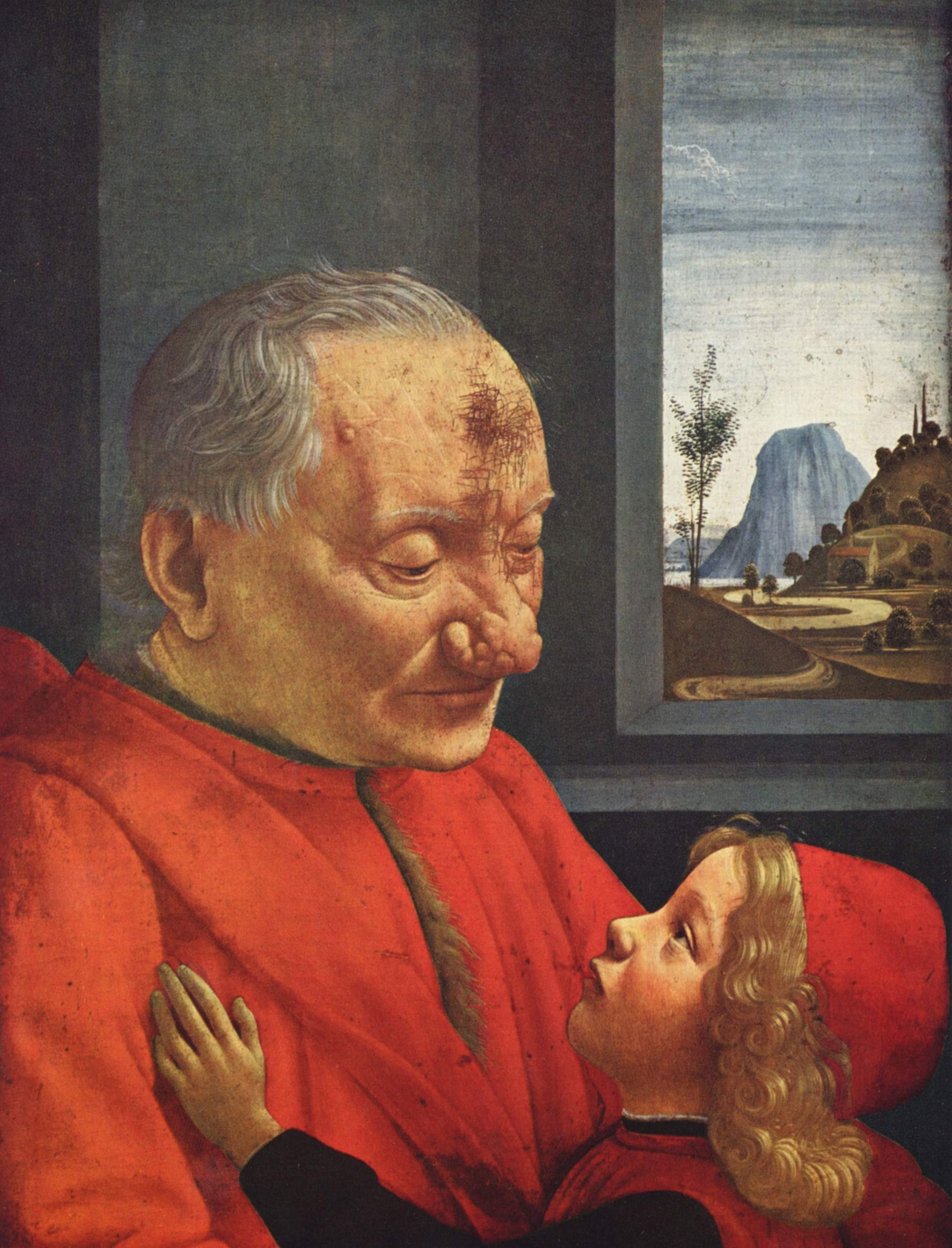
Ritratto di vecchio con nipote

L'attività artistica di Ghirlandaio durò appena un ventennio, ma in questo periodo la sua bottega divenne una delle più feconde di Firenze, con la creazione di opere che lo resero il pittore più richiesto nella Firenze del suo tempo. Il suo stile si mosse sempre nell'ossequio delle forme tradizionali della scuola fiorentina, che interpretò in maniera sobria, bilanciata, elegante e piacevole; a ciò aggiunse lo spirito di indagatore analitico della pittura fiamminga, riuscendo a conciliare i due stili, e sontuose citazioni classiche negli sfondi architettonici.
Grande interprete, nelle opere pienamente autografe, della sensibilità luminosa e della coerenza prospettica, riuscì nel compito di infondere nello spazio l'aria e l'atmosfera come se circolassero liberamente. Accostò alle scene sacre elementi profani tratti dalla vita quotidiana, soprattutto legati alla rappresentazione dei committenti, che si vedevano così gratificati e al tempo stesso esaltati agli occhi del popolo.
L'uso dei colori si attesta in genere su toni accesi, con corrispondenze e ritmi, ad esempio tra i colori delle vesti di personaggi vicini. Un difetto nel suo disegnare che gli è stato spesso addebitato consisterebbe nella magrezza delle mani e dei piedi. Una certa durezza dei bordi, simile a quella dei personaggi delle sculture in metallo, potrebbe essere dovuta alla sua formazione iniziale nel campo dell'oreficeria. Vasari racconta vari aneddoti su di lui: scrive che fu un maestro mai soddisfatto, arrivato ad esprimere il desiderio di avere tutte le mura di cinta di Firenze da ricoprire di affreschi; ai suoi assistenti di bottega avrebbe detto di non rifiutare nessuna commessa gli venisse offerta, foss'anche per una cassapanca-guardaroba da signora: avrebbe eseguito personalmente lavori di questo genere qualora non graditi agli apprendisti.
Secondo Vasari, il Ghirlandaio è stato il primo ad escludere dalle sue pitture l'uso della doratura, rappresentando in modo realistico qualsiasi oggetto dovesse convenzionalmente essere dorato; anche se con alcune importanti eccezioni, quali per esempio la luminosità del paesaggio nell'Adorazione dei Magi, oggi agli Uffizi di Firenze, ottenuta con l'oro. Molti suoi disegni e schizzi di notevole vigore grafico, si trovano nel Gabinetto dei Disegni e delle Stampe presso la Galleria degli Uffizi.
Uno dei grandi meriti del Ghirlandaio è quello di aver iniziato all'arte Michelangelo, che tuttavia non restò a lungo nella sua bottega.

## La bottega
La bottega di Ghirlandaio fu, negli ultimi due decenni del XV secolo, una delle più grandi e organizzate di Firenze. Accanto al maestro lavoravano i fratelli David, che assolveva anche al ruolo di imprenditore, e Benedetto, oltre al cognato Sebastiano Mainardi. Tra gli altri assistenti più importanti vi furono poi Francesco Granacci e Biagio d'Antonio da Firenze, forse da identificare con Giovan Battista Utili. Inoltre era presente Bartolomeo di Giovanni, dal gusto nordico e acuto, che collaborò in alcuni brani degli affreschi della Sistina e che fece la predella dell'Adorazione dei Magi degli Innocenti.
Alla bottega vengono spesso attribuiti i brani di qualità inferiore nei celebri cicli affrescati, con figure più convenzionali, colori meno brillanti, soggetti più ripetitivi.

## Autoritratti
Quando il Ghirlandaio divenne uno dei pittori più famosi della sua epoca, iniziò ad includere sempre più frequentemente autoritratti nelle sue opere. In genere sono riconoscibili perché guarda lo spettatore o per la postura fiera con una mano appoggiata sui fianchi; altri sono riconoscibili per confronto con altre opere. Spesso si ritrasse vicino a membri della sua famiglia, come il cognato Sebastiano Mainardi, il fratello David.

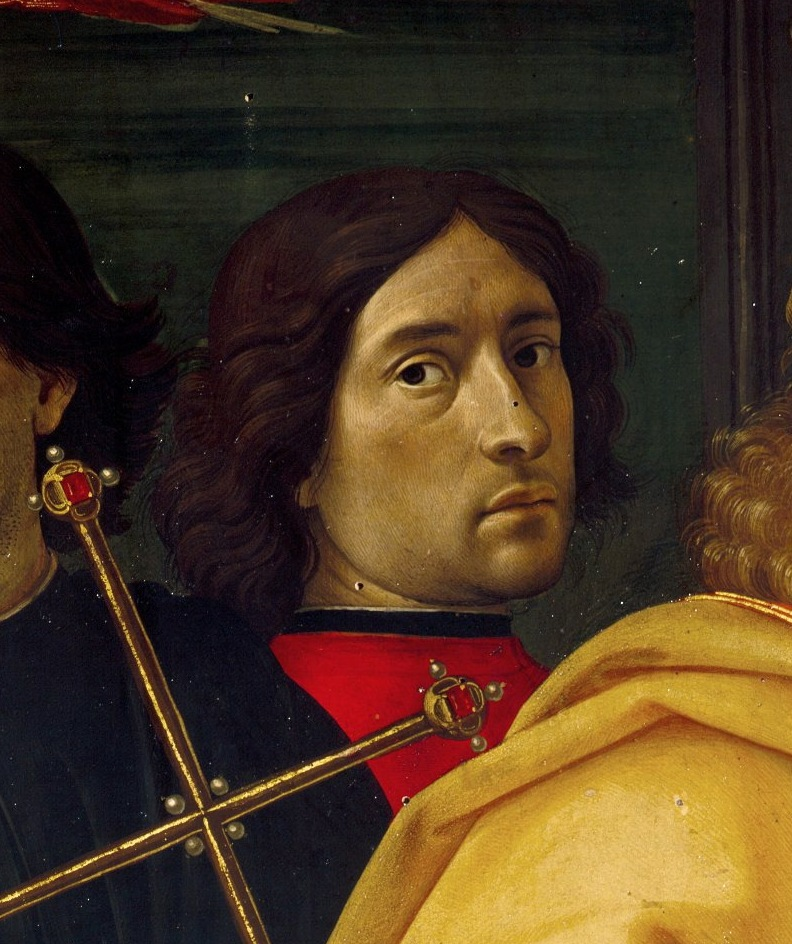
Pala degli Innocenti
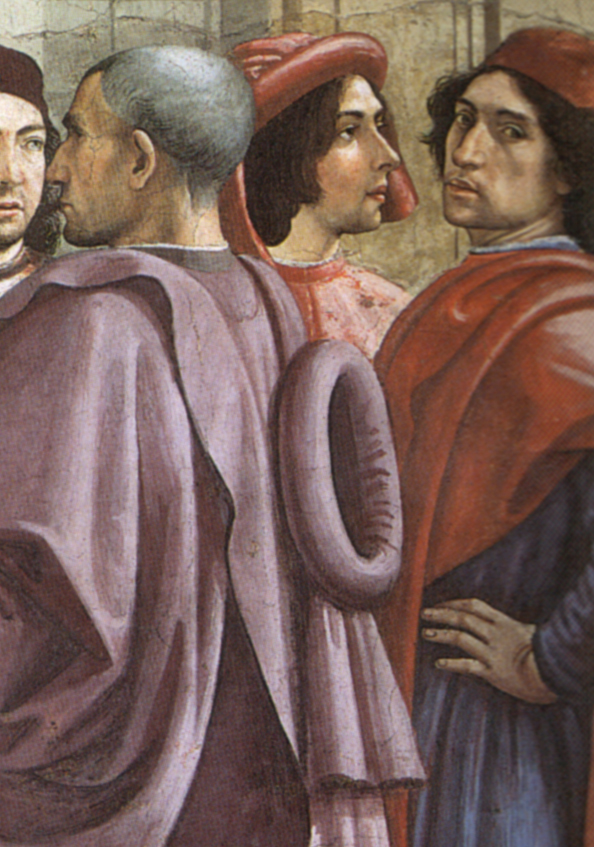
Cappella Sassetti, Resurrezione del fanciullo, da sinistra David Ghirlandaio, Sebastiano Mainardi e Domenico Ghirlandaio
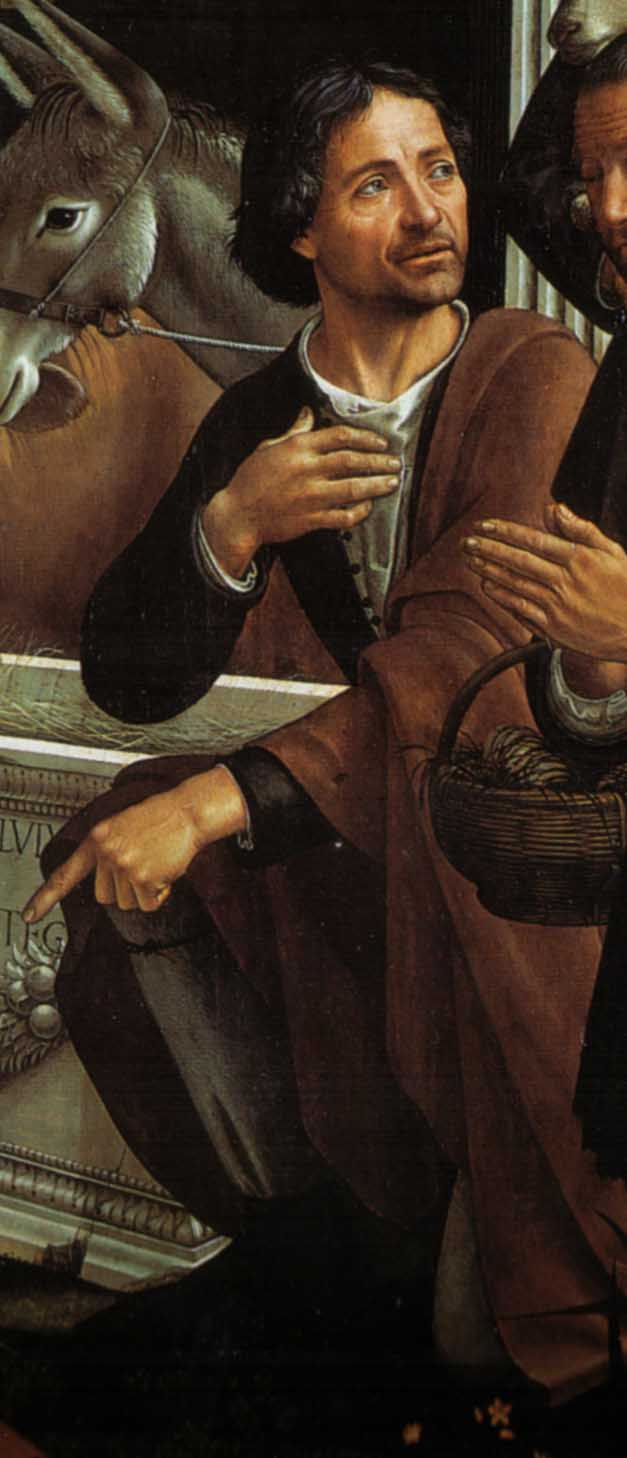
Cappella Sassetti, Adorazione dei pastori
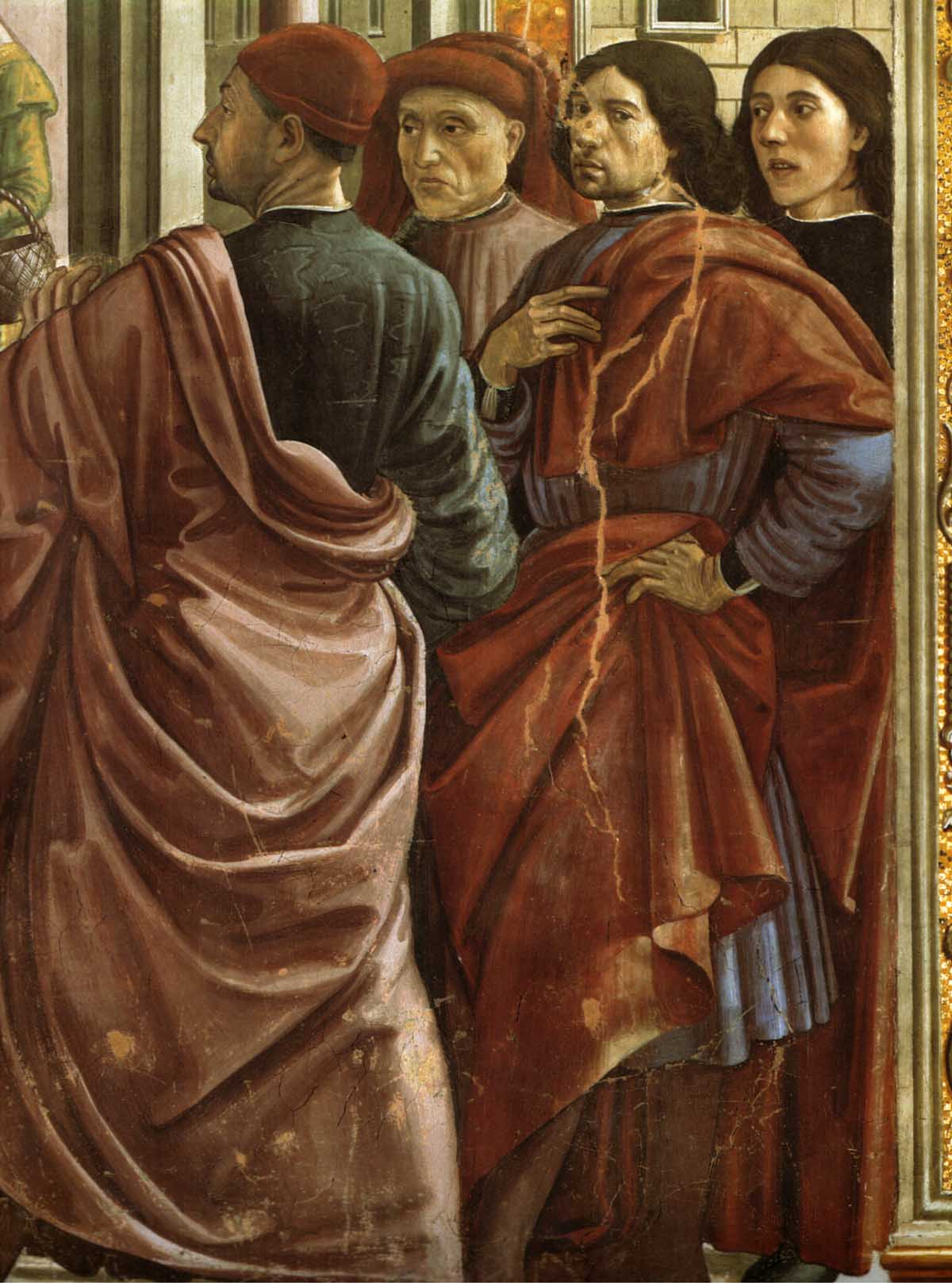
Cappella Tornabuoni, Cacciata di Gioacchino (dettaglio), da sinistra David Ghirlandaio, Tommaso Bigordi (o Alesso Baldovinetti), Domenico Ghirlandaio e Sebastiano Mainardi